# Roberto Zeledón
Roberto Zeledón Sotillo  (nacido en San José en 1977) es un actor y productor costarricense, cofundador del Grupo La Tea. Uno de los actores más versátiles de su generación. Es conocido por su rol protagonista en El Moto, versión televisiva de la primera novela costarricense, La tea fulgurante: Juan Santamaría o las iras de un dios, monólogo sobre el héroe nacional Juan Santamaría y su rendición de Segismundo en La vida es sueño. Se caracteriza por una presencia escénica elegante y académica con frescura y naturalidad.
En 2002 funda, junto a Jorge Arroyo, el grupo independiente de teatro Grupo La Tea, en el que aúna a su trabajo actoral el de productor. Su trabajo conjunto deviene en uno de los grupos teatrales más relevantes de Costa Rica. El grupo es galardonado el Premios Nacionalcomo mejor grupo teatral en el año 2009.

## Productor
Produjo los monólogos didácticos La patria primera: hombres de fecunda labor, sobre la independencia y los primeros años de vida independiente de Costa Rica y La tea fulgurante: Juan Santamaría o las iras de un dios que se presentan de manera itinerante entre el 2002 y el 2007 en escuelas, colegios y comunidades de las todas provincias del país. El impacto de estos montajes tiene como consecuencia la inclusión de La tea fulgurante dentro de las lecturas recomendadas del Ministerio de Educación Pública  para sétimo año. 
También produce la lectura dramatizada de Figueroa notario de la patria inédita texto sobre el Álbum de Figueroa que se realizó en el Archivo Nacional de Costa Rica en el año 2003.  Sería el protagonista del montaje de esta misma pieza realizado por la Compañía Nacional de Teatro en 2011.
En el año 2007 produce la inauguración del Teatro Municipal de Alajuela con la puesta en escena del texto posmodernista La tertulia de los espantos.  Luego de una temporada de tres meses además coordina la llegada de diversos grupos teatrales a este teatro. El último montaje antes de dejar ese año la sala es la comedia Fantasma por error.
Uno de sus proyectos más destacados es el recorrido teatralizado Costa Rica: formación de una nación. Es un recorrido diseñado para el Museo Nacional de Costa Rica el cual se presentó en tres temporadas del 2008 al 2010. El recorrido dinamiza la visita con intervenciones teatrales a partir de los objetos en exposición. Tuvo el patrocinio del Banco Nacional de Costa Rica y obtuvo una mención de honor en el I Premio Educación y Museos de Ibermuseos.
En coproducción con la Compañía Nacional de Teatro lleva a escena La romería, premio Nacional de Teatro Aquileo J. Echeverría 2008. Texto filosófico sobre dos pacientes con enfermedades terminales. El proyecto es un éxito inesperado que se realiza una segunda temporada en el Teatro Universitario y hace que la publicación de la Editorial UNED sea el texto más vendido en el primer trimestre de 2009. El proyecto se desarrolla gracias a una estrategia de producción que sincroniza una sinergia de apoyos de diversa índole: del Instituto Interamericano de Derechos Humanos (IIDH), de la Embajada y Cooperación Internacional de España y de la empresa privada Novartis.
Vuelve al Teatro Municipal de Alajuela para su reinauguración en 2011 y se encarga de la producción de la sala hasta el 2012. En ese periodo se hace en re-montaje de la comedia costarricense, convertida en clásico,  L’anima sola de Chico Muñoz de Jorge Arroyo y produce un  Retablo navideño del mismo autor. En ese periodo la sala se orienta en acercar público de los distritos aledaños. Como parte de estos esfuerzos desarrolla la iniciativa de Jueves de aguadulce en la que rescata ciertas tradiciones culinarias como el polvorón. Además se organizan talleres de dramaturgia joven que culminan con la puesta en escena estos textos realizados por jóvenes escritores.
Es también productor (y actor) de la primera temporada de Visitas teatralizadas en el CENAC (Centro Nacional de la Cultura). Una recorrido por las instalaciones patrimoniales del Ministerio de Cultura en la que se teatralizan personajes diversos que han tenido relación con la edificación.

## Actuación
Se le puede ver en la producción televisiva de El Moto, en el video El tiempo del grupo Percance, en el film canadiense 100 days in the jungle junto con sus apariciones en teleseries como La pensión y múltiples spots comerciales. Sus actuaciones teatrales incluyen:
- Visitas teatralizadas en el CENAC escrito por Jorge Arroyo, unipersonal bilingüe.
- Mi primera vez de Ken Davenport.
- Figueroa notario de la patria inédita de Jorge Arroyo, como José María Figueroa, protagonista.
- Fuenteovejuna de Lope de Vega, como Frondoso.
- L’ánima sola de Chico Muñoz de Jorge Arroyo, como Facundo.
- La vida es sueño de Pedro Calderón de la Barca, como Segismundo, protagonista.
- La tea fulgurante: Juan Santamaría o las iras de un dios de Jorge Arroyo, unipersonal.
- La patria primera: hombre de fecunda labor de Jorge Arroyo, unipersonal.
- El inspector de Nicolai Gogol, como el Jefe de correos.
- Escocés en las rocas versión de Nathan Lane del texto de Shakespeare, como Macbeth, protagonista.
- Las bicicletas son para el verano de Fernando Fernán Gómez, como Luisito, protagonista.
- Baby with the bathwater de Christopher Durant, como Daisy, protagonista.
- Tartufo de Molière, como Valerio.
- Romeo and Julieta versión bilingüe de Roxana Ávila y David Korish sobre el texto de Shapespeare.
- Vestido de novia de Nelson Rodrigues, como el joven asesino.

- Datos: Q30899191
- Multimedia: Roberto Zeledón / Q30899191